# Alliance pour la République
Pour les articles homonymes, voir APR.
L'Alliance pour la République (APR-Yaakaar) est un parti politique sénégalais fondé en 2008 par l'ancien Premier ministre Macky Sall à la suite de son départ du Parti démocratique sénégalais (PDS) du président Abdoulaye Wade.
Lors de l'élection présidentielle de 2012, il présente Macky Sall comme candidat. Celui-ci l'emporte au second tour le 25 mars 2012 avec 65,80 % des voix.
En vue des élections législatives anticipées de 2024, le parti forme la coalition Takku Wallu Sénégal notamment composée du Parti démocratique sénégalais de l'ancien président Abdoulaye Wade.

## Historique

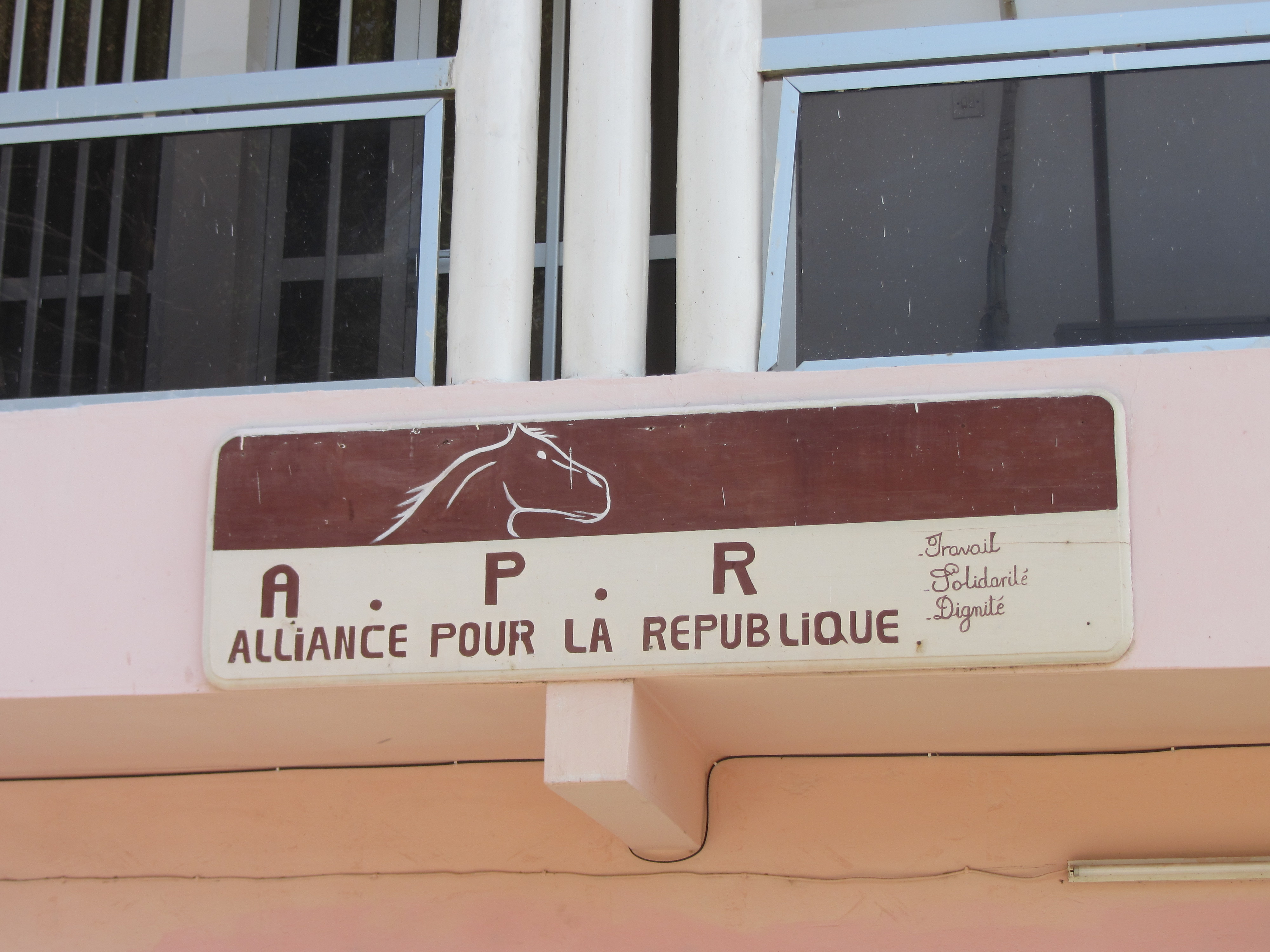
Enseigne de l'APR à Saint-Louis

L’Alliance pour la République (APR) a été fondée par Macky Sall en décembre 2008. Depuis sa création, le parti a connu une ascension rapide et a réussi à s’imposer comme l’une des principales forces politiques du Sénégal. La création de l’APR est directement liée à la carrière politique de Macky Sall. Avant de fonder l’APR, Macky Sall a été un membre influent du PDS (Parti Démocratique Sénégalais) et a servi comme Premier ministre sous le président Abdoulaye Wade. Cependant, des divergences politiques ont conduit à son départ du PDS et à la création de son propre parti. En 2008, le climat politique du Sénégal était marqué par une désillusion croissante à l’égard du gouvernement en place. Beaucoup de Sénégalais étaient en quête d’une nouvelle direction politique, ce qui a favorisé l’émergence de l’APR.

## Organigramme et organes
- 1. Président National

Macky Sall – Fondateur et Président du parti depuis sa création le 1ᵉʳ décembre 2008

- 2. Secrétariat Exécutif National (SEN)

Organe central d’exécution politique et organisationnelle, en charge de la mise en œuvre des décisions prises par le Président et la Conférence des leaders
- 3. Conférence des Leaders

Réunit les principaux cadres et leaders de l’APR – Yakaar (y compris des représentants de BBY) pour définir les grandes orientations et stratégies du parti.
- 4. Commissions internes

Commissions électorales : chargées de l’organisation et supervision de la campagne d’adhésions, la vente des cartes, et la participation aux scrutins (notamment locales dès 2009)
Commissions de base (locales, régionales) : mobilité et présence sur le terrain via formations, mobilisation des militants, adaptation locale des orientations
- 5. Organes locaux / fédérations

Structures régionales, départementales, communales : responsables de la démultiplication des missions politiques et de l’information aux bases militantes
- 6. Organisations spécialisées

Instances internes dédiées aux jeunes, aux femmes et autres groupes sociologiques, intégrées dans la structure (ex. commissions pour jeunes/femmes lors du séminaire de 2008)

## Liste des congrès
- Congrès de création – 2008[10]
- Congrès d’investiture pour la présidentielle – 2012[11]
- Congrès extraordinaire – 2023[12]

## Personnalités
- Macky sall
- Amadou Mame Diop
- Aminata Touré (« Mimi » Touré)
- Amadou Ba
- Oumar Youm

## Résultats électoraux

### Élections présidentielles
| Année | Candidat   | 1er tour  | 1er tour | 1er tour | 2d tour   | 2d tour | 2d tour |
| Année | Candidat   | Voix      | %        | Rang     | Voix      | %       | Rang    |
| ----- | ---------- | --------- | -------- | -------- | --------- | ------- | ------- |
| 2012  | Macky Sall | 719 367   | 26,58    | 2e       | 1 909 244 | 65,80   | 1er     |
| 2019  | Macky Sall | 2 555 426 | 58,28    | 1er      |           |         |         |
| 2024  | Amadou Ba  | 1 605 086 | 35,79    | 2e       |           |         |         |